# Exoclavarctus dineti
Exoclavarctus dineti är en djurart som tillhör fylumet trögkrypare, och som beskrevs av Jeanne Renaud-Mornant 1983. Exoclavarctus dineti ingår i släktet Exoclavarctus och familjen Halechiniscidae. Inga underarter finns listade i Catalogue of Life.